# Бакони, Эммерих фон
Эммерих фон Бакони (нем. Emmerich von Bakonyi; 17 июля 1768 — 24 января 1845) — барон, генерал австрийской службы.

## Биография
Дата вступления в военную службу неизвестна.
Участник наполеоновских войн.
В Отечественной войне 1812 года находился в австрийском вспомогательном корпусе в дивизии правого фланга. Был командиром пехотный полка № 39 барона Дука (венгерский), в котором было 2 батальона (1805 человек).

## Награды
- Награждён орденом Св. Георгия 4-й степени (№ 3023; 24 сентября 1815).
- Также награждён другими орденами.